# Stari Žednik
Stari Žednik ou Žednik (en serbe cyrillique : Стари Жедник ou Жедник ; en croate Žednik ; en hongrois Nagyfény) est une localité de Serbie située dans la province autonome de Voïvodine et sur le territoire de la Ville de Subotica, district de Bačka septentrionale. Au recensement de 2011, elle comptait 1 929 habitants.
Stari Žednik est officiellement classé parmi les villages de Serbie.
L'église Saint-Marc-l'Évangéliste a été construite sur les plans de l'architecte Zsigmond Moravetz. Consacrée en 1911, elle est de style néo-gothique.

## Démographie

### Évolution historique de la population
| 1948  | 1953  | 1961  | 1971  | 1981  | 1991  | 2002  | 2011  |
| ----- | ----- | ----- | ----- | ----- | ----- | ----- | ----- |
| 2 809 | 2 887 | 3 022 | 2 655 | 2 472 | 2 323 | 2 230 | 1 929 |

|  |

## Transport
- Route nationale 22.1

## Personnalité
Le peintre Branko Dinić (1930-2012) est né dans le village ; il est représenté notamment dans les collections du Musée d'art naïf et marginal de Jagodina